# 印楚卡倫斯市鎮
印楚卡倫斯市鎮，曾是拉脫維亞的一個市鎮，設立於2009年，位於該國中部。人口8564人，面積112.2平方公里，人口密度約68人/km2。

## 外部連結
- 官方網站 （页面存档备份，存于）（拉脱维亚文）